# Мануйлівська сільська рада (Козельщинський район)
Мануйлівська сільська рада — колишній орган місцевого самоврядування у Козельщинському районі Полтавської області з центром у селі Верхня Мануйлівка.

## Населені пункти
Сільраді були підпорядковані населені пункти:
- c. Верхня Мануйлівка
- с. Дяченки
- с. Нижня Мануйлівка
- с. Харченки
- с. Цибівка